# بهاریه
بهاریه به اشعاری که درباره فصل بهار گفته شود، گویند.

## بهاریه در ادبیات فارسی
در ادبیات فارسی هم بهاریه‌هایی از شاعران ایرانی چون مولانای پارسی، حافظ، سعدی، ملک‌الشعرای بهار، منوچهری، عطار، خاقانی، فروغی و خواجو وجود دارد.
ادبیات فارسی، سرشار از «بهاریه»هاست. سرایندگان ایرانی از دیرباز تاکنون در وصف نوروز و جشن فروردین که همراه مواهب گران‌بهای طبیعت و هنگام تجدید عهد نشاط و شادمانی بود، سروده بودند.
در شعر کهن فارسی، «بهار» مفهوم گسترده‌ای است که محور تصویر سازی‌های شاعرانه می‌شود. بهار اگر در شعر کهن ایران بیشتر به خاطر طراوت و خرمی ستوده می‌شود، در شعر نو علاوه بر آن، بار نمادین معنایی پیدا می‌کند.
در «بهاریه»های پس از مشروطه اگرچه تصویرپردازی‌های سنتی حفظ می‌شود ولی «گوشه و کنایه»های سیاسی و اجتماعی نیز برای خود جای چشمگیری پیدا می‌کنند. این کنایه‌ها البته گاه چنان عریان می‌آیند و می‌روند که چیزی را برای تبدیل شدن به نماد باقی نمی‌گذارند. با این همه نشان می‌دهند که توانایی تبدیل شدن به نماد را دارند. با اینکه بهاریه‌های دوره مشروطیت به اقتضای زمانه با اندیشه‌های سیاسی و اجتماعی درآمیخته و زمینه را برای نمادپردازی‌های امروز هموار کرده‌است، اما در شعر نو نمادها از مرحله سادگی‌های بیانی دوره مشروطیت فراتر رفته و گاه آنچنان پیچیده و چند معنائی شده‌است که بدون توضیح شاعر نمی‌توان آن‌ها را دریافت. با این همه، شعر نوی ایران شکوه و غنای خود را به ویژه در دو دههٔ سی و چهل قرن خورشیدی، از همین تنوع و پیچیدگی نمادها به دست می‌آورد. با این حال، این حرف بدان معنا نیست که شعر نو یکسره از بهاریه‌های «خالص» خالی است. از این دست نیز نمونه‌ها بسیار است. در این گونه بهاریه‌ها نیز تاثیر فضای تنفسی شاعر را می‌توان در برخورد او با «بهار» دریافت.
نمادهای بهاری شاید بیش از همه به شاعران «آرمانگرا» یاری رساندند. برخی از این آرمانگرایان که بیشتر به گروه‌های چپ وابسته بودند، در جنگ و گریز با سانسور، این توانایی را یافتند که «ممنوعه»ها را در لابلای نمادهای بهاری پنهان کنند.

### نوروز در بهاریه‌ها
در ذیل به برخی از بهاریه‌ها در پیرامون نوروز اشاره می‌شود:
- عنصری در قصیده‌ای می‌گوید:

| نوروز فراز آمد و عیدش به اثر بر   |  | نزد یکدگر و هر دو زده یک بدگر بر |
| نوروز جهان پرور مانده ز دهاقین    |  | دهقان جهان دیده‌اش پرورده ببر بر  |
| آن زیور شاهانه که خورشـید برو بست |  | آورد همی خواهد بستن به شجـر بر   |

و هم او در قصیده دیگر چنین گوید:
| نوروز بزرگ آمد آرایش علم |  | میراث به نزدیک ملوک عجم از جم... |

- فرخی ترجیع‌بند مشهوری در وصف نوروز دارد که بند اول آن چنین است:

| ز باغ ای باغبان ما را همی بوی بهـار آید |  | کلید باغ ما را ده که فردامان به کار آید  |
| کلید باغ را فردا هـزاران خواستار آید    |  | تو لختی صبر کن چندان که قمری بر چنار آید |
| چو اندر باغ تو بلبل به دیدار بهار آید   |  | ترا مهمان ناخوانده به روزی صد هـزار آید  |
| کنون گر گلبنی را پنج شش گل در شـمار آید |  | چنان‌دانی که هرکس را همی زو بوی یار آید   |
| بهـار امسال پندار همی خوشـتر ز پار آید  |  | وزین خوشتر شود فردا که خسرو از شکار اید  |
| بدین شـایستگی جشنی بدین بایستگی روزی    |  | ملک را در جهان هر روز جشنی داد و نوروزی  |

- منوچهری مسمطی در نوروز ساخته که بند اول آن این است:

| آمد نوروز هـم از بامداد   |  | آمدنش فرخ و فرخنده باد   |
| باز جهان خرم و خوب ایستاد |  | مرز زمستان و بهاران بزاد |
| ز ابر سیه روی سمن بوی داد |  | گیتی گردید چو دارالقرار  |

هم او در مسمط دیگر گفته:
| نوروز بزرگم بزن ای مطرب نوروز         |  | زیرا که بود نوبت نوروز به نوروز |
| برزن غزلی نغز و دل‌انگیز و دلفروز      |  | ور نیست ترا بشنو از مرغ نوآموز  |
| کاین فاخته زان کوز و دگر فاخته زانکوز |  | بر قافیه خوب همی خواند اشـعار   |

- بوالفرج رونی گوید:

| جشن فرخنده فروردین است  |  | روز بازار گل و نسرین است  |
| آب چون آتش عود افروزست  |  | باد چون خاک عبیر آگین است |
| باغ پیراسته گلزار بهشـت |  | گلبن آراسته حورالعین است  |

- مسعود سعد سلمان از عید مزبور چنین یاد کند:

| رسید عید و من از روی حور دلبر دور |  | چگونه باشـم بی روی آن بهـشتی حور  |
| رسید عید همایون شها به خدمت تو    |  | نهاده پیش تو هدیه نشاط لهو و سرور |
| برسم عید شهـا باده مروق نوش       |  | به لحن بربط و چنگ و چغانه و طنبور |

- جمال‌الدین عبدالرزاق گفته:

| اینک اینک نوبهـار آورد بیرون لشکری   |  | هریکی چون نوعروسی در دگرگون زیوری     |
| گر تماشا می‌کنی برخیز کاندر باغ هست   |  | باد چون مشاطه‌ای و باغ چون لعبت گری    |
| عرض لشکر می‌دهد نوروز و ابرش عارض است |  | وز گل و نرگس مر او را چون ستاره لشکری |

- حافظ در غزلی گفته:

| ز کوی یار می‌آید نسیم باد نوروزی         |  | از این باد ار مدد خواهی چراغ دل برافروزی |
| چو گل گر خرده‌ای داری خدا را صرف عشرت کن |  | که قارون را غلطهـا داد سودای زراندوزی    |
| ز جام گل دگر بلبل چنان مست می‌لعلست      |  | که زد بر چرخ فیروزه صفیر تخت فیروزی      |
| به صحرا رو که از دامن غبار غم بیفشانی   |  | به گلزار آی کز بلبل غزل گفتن بیاموزی     |

- هاتف در قصیده‌ای گوید:

| نسیم صبح عنبر بیز شد بر توده غبرا    |  | زمین سبز نسرین خیز شد چون گنبد خضرا     |
| ز فیض ابر آزادی زمین مرده شـده زنده  |  | ز لطف باد نوروزی جهان پیر شد برنا       |
| بگرد سرو گرم پرفشانی قمری نالان      |  | به پای گل به کار جان سپاری بلبل شیدا... |
| همایون روز نوروز است امروز و بیفروزی |  | بر اورنگ خلافت کرده شاه لافتی ماوی      |

- قاآنی در قصیده‌ای به وصف نخستین روز بهار گوید:

| رساند باد صبا مژده بهار امروز       |  | ز توبه توبه نمودم هزار بار امروز  |
| هوا بساط زمرد فکند در صحرا          |  | بیا که وقت نشاطست و روز کار امروز |
| سحاب بر سر اطفال بوستان بارد        |  | به جای قطره همی در شاهوار امروز   |
| رسد به گوش دل این مژده‌ام ز هاتف غیب |  | که گشت شیر خداوند شهـریار امروز   |

- سعدی شیرازی در قصیده ای به مناسبت آغاز بهار و نوروز می گوید:

| علم دولت نوروز به صحرا برخاست    |  | زحمت لشکر سرما ز سر ما برخاست       |
| بر عروسان چمن بست صبا هر گهری    |  | که به غواصی ابر از دل دریا برخاست   |
| تا رباید کله قاقم برف از سر کوه  |  | یزک تابش خورشید به یغما برخاست      |
| طبق باغ پر از نقل و ریاحین کردند |  | شکر آن را که زمین از تب سرما برخاست |

اشعار نو
- فریدون مشیری می‌گوید:

عطر نرگس٬رقص باد٬
نغمهٔ شوق پرستوهای شاد٬
خلوت گرم کبوترهای مست٬
نرم نرمک می‌رسد اینک بهار٬
خوش به‌حال روزگار٬خوش به‌حال روزگار...
- سروستانی  می‌گوید:

دوباره آمدست از هزارها٬
صدای دلنواز نوبهارها٬
کنون که می‌زند درون دیده‌ام، سپیدهٔ زوال عسرت و گذشت پارها٬
طلب کنم هزار عیدی از خدا، خدایگان پاک نوبهارها و یارها٬
طلب کنم نشاط و شادی و گل و سلام‌های خارج از شمارها...